# Мутанти: Двадцять третє століття
«Мутанти: Двадцять третє століття» (англ. Plaguers) — американський кінофільм режисера Бреда Сайкеса, що вийшов на екрани в 2008 році.

## Сюжет
Двадцять третє століття. Людство освоїло міжзоряні подорожі, але донині не зустріло іншого життя. Отримавши сигнал лиха, рятувальники висаджуються на борт вантажовоза. Слідів команди не видно, але в повітрі витає запах небезпеки. Незабаром герої розуміють, що екіпаж корабля під дією невідомих бактерій перетворився на кровожерливих тварин.

## У ролях
| Актор           | Роль |
| --------------- | ---- |
| Стів Рейлсбек   | -    |
| Алексіс Зіболіс | -    |
| Боббі Джеймс    | -    |
| Джаред Кон      | -    |
| Пейдж Ла П'єр   | -    |
| Еріка Браун     | -    |
| Чад Нелл        | -    |
| Стефані Скевес  | -    |
| Майя Полслі     | -    |

## Знімальна група
- Режисер — Бред Сайкес
- Сценарист — Бред Сайкес
- Продюсер — Деніел Л. Бланк, Х.П. Голдфілд, Алан Новак
- Композитор — Террі Хууд